# غيلان (الصومعة)

تعديل مصدري - تعديل

غيلان هي إحدى قرى عزلة الجرو بمديرية الصومعة التابعة لمحافظة البيضاء، بلغ تعداد سكانها 256 نسمة حسب تعداد اليمن لعام 2004.